# Tempe (dolina)

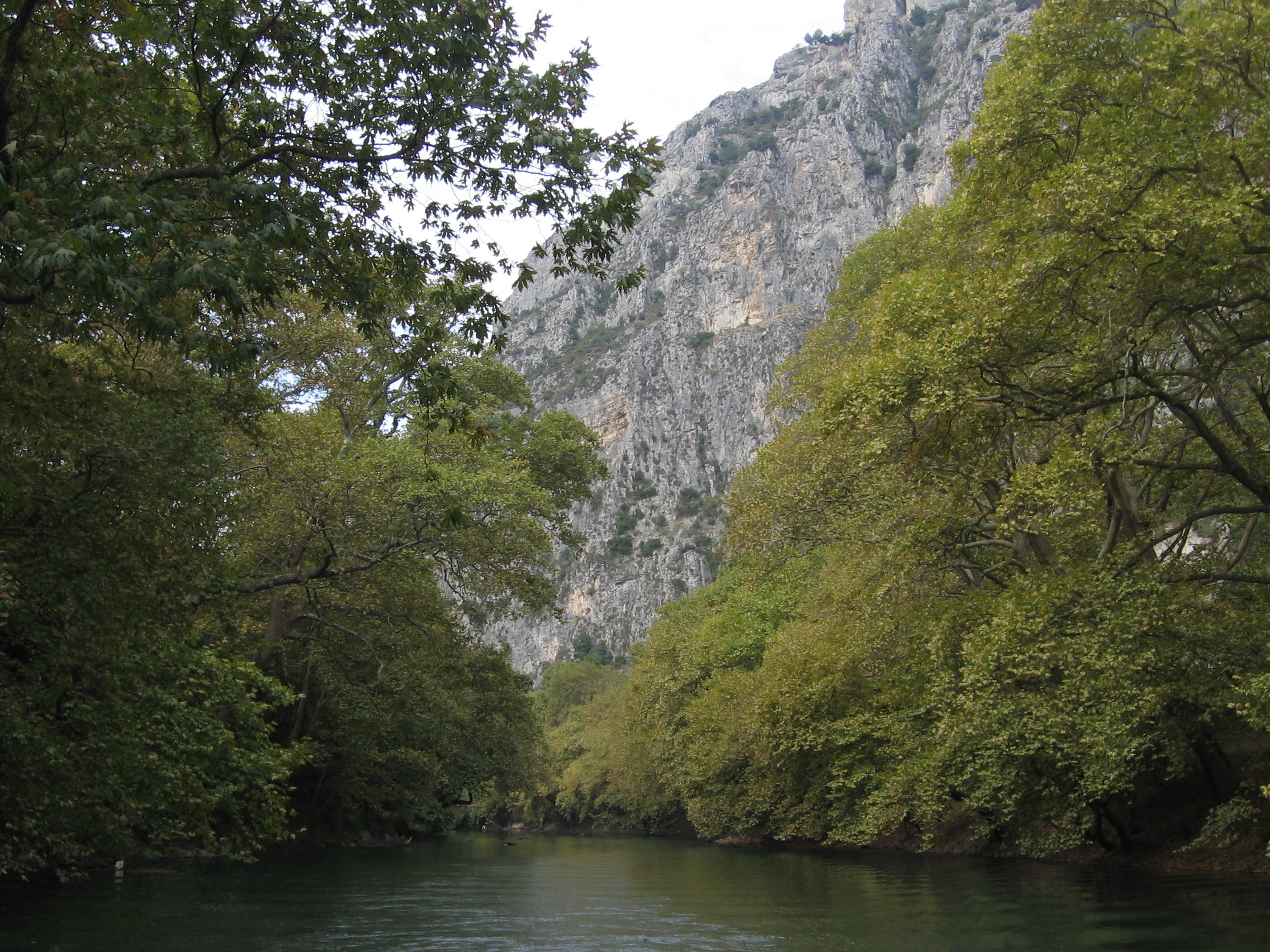
Dolina Tempe

Tempe (gr. Τέμπη, Tembi) – głęboki wąwóz w greckiej prowincji Tesalia pomiędzy Olimpem a górami Ossa, którego dnem płynie rzeka Pinios. Stanowi naturalną granicę między Macedonią a Tesalią. Jego długość to prawie 10 km; w najwęższym miejscu ma 25 m, zaś jej brzegi stanowią urwiska sięgające 500 m wysokości. Wysokie brzegi doliny porastają stare platany i bujna roślinność.
Dolina Tempe jest głównym przejściem przez góry z miasta Larisa na wybrzeże, ma więc duże znaczenie strategiczne. Z tego powodu była świadkiem wielu starć w bogatej historii Grecji. Widoczne jeszcze z autostrady w gminie Ambelakia tureckie fortyfikacje i duży meczet wciąż ulegają dalszej, szybkiej destrukcji, zarówno wskutek braku zabezpieczenia konstrukcji jak i wstrząsów sejsmicznych. 
Nad rzeką, płynącą dnem doliny, przerzucono wiszący most dla pieszych, który prowadzi do ulubionego greckiego sanktuarium - Agia Paraskewi. Maleńki XIII-wieczny kościółek pw. św. Paraskewii znajduje się w cieniu drzew, jest doskonale wkomponowany w masyw górski, a lita skała stanowi element konstrukcyjny niektórych kaplic. Nad wejściem powiewają dwie flagi: biało-niebieska (grecka) i żółta (z dwugłowym, czarnym orłem cesarskim, flaga Greckiego Kościoła ortodoksyjnego (prawosławnego)). Wnętrze zdobią bizantyńskie malowidła. Charakterystyczna jest ikona przedstawiająca świętą z oczami na tacy - podobno umarła męczeńską śmiercią, wcześniej własnoręcznie się oślepiając, by uniknąć pohańbienia.
Od jesieni 2017 r. udostępniono odkrywkę archeologiczną, zespół sakralny z okresów od hellenistycznego po bizantyjski i przylegające doń warsztaty artystów.

## Legendy związane z doliną Tempe
Legenda głosi, że dolina powstała po kłótni braci – Zeusa i Posejdona. Zeus cisnął grom, który głęboko przeorał góry, zaś Posejdon uderzył w ziemię trójzębem i wypłynęła woda.
W otoczeniu sanktuarium znajdują się dwa legendarne źródła. Pierwsze, Źródło Afrodyty, tryska ze skały blisko mostu, tworząc romantyczną sadzawkę w otoczeniu drzew laurowych. Według mitologii to właśnie tu kąpała się Afrodyta przed spotkaniami z Adonisem. Podobno woda stąd przywraca młodość i zapewnia szczęście w miłości. Aby dostać się do drugiego źródła, trzeba pokonać wąską skalną szczelinę – pieczarę z wykutym w niej przed wiekami lub tysiącleciami kilkunastometrowym, krętym chodnikiem. Na jej końcu znajduje się ujęcie wody, którego patronką jest nimfa Dafne. Podobno wpływa korzystnie na wzrok.

## Aktualne znaczenie doliny Tempe jako szlaku transportowego
Przez dolinę Tempe wciąż prowadzi – pomimo wąskiej jezdni oraz dużego zagrożenia stale aktywnym geologicznie górotworem – główny grecki szlak samochodowy, tzw. Autostrada Egejska. Często dochodzi tu do niebezpiecznych, także śmiertelnych wypadków, a kierowcy zobligowani są do redukcji prędkości do 60 km/h. W roku 2017 oddano do użytku autostradowe tunele drogowe omijające te niebezpieczne miejsca, co skróciło standardowy czas przejazdu z Aten do Salonik do 4 godzin.
Przebiegający przez Tempe stary, malowniczy szlak kolejowy Ateny-Saloniki, oddany do użytku w 1909 roku, silnie ufortyfikowany w trakcie II wojny światowej i wojny domowej, został zdemontowany w 2004 roku i zastąpiony nowoczesną, przebiegającą w tunelu, przecinającą lity masyw Olimpu i pozwalającą składom na rozwijanie prędkości podróżnej do 250 km/h trasą. Stary szlak - nasypy, tunele, mosty, bunkry - służy pieszym jako ścieżka spacerowa z najdogodniejszym wejściem od strony zespołu świątynnego Św. Paraskevi. Część dawnego torowiska zachowano w ramach  ekspozycji muzeum kolejnictwa.

## Galeria zdjęć

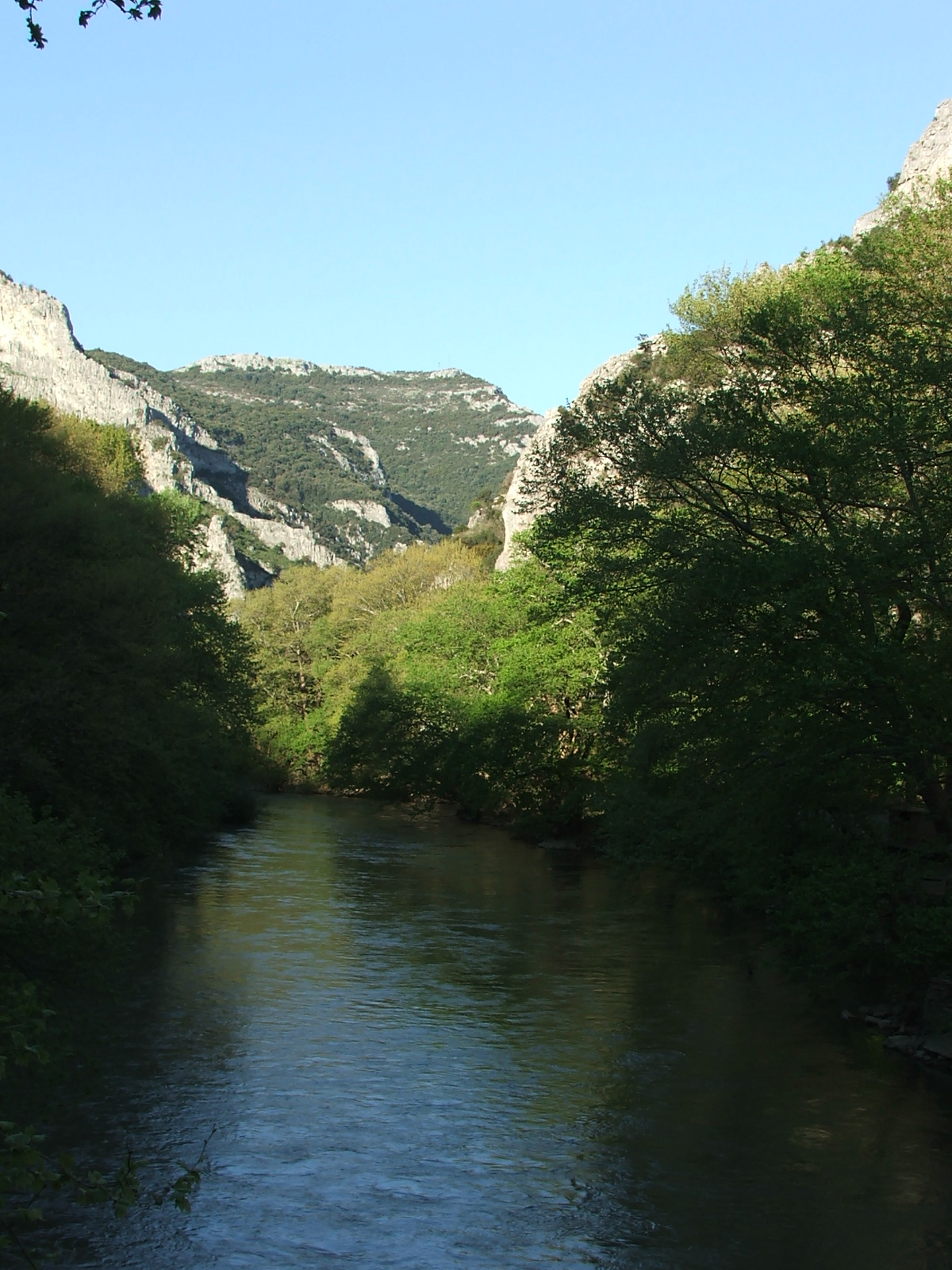
Dolina Tempe
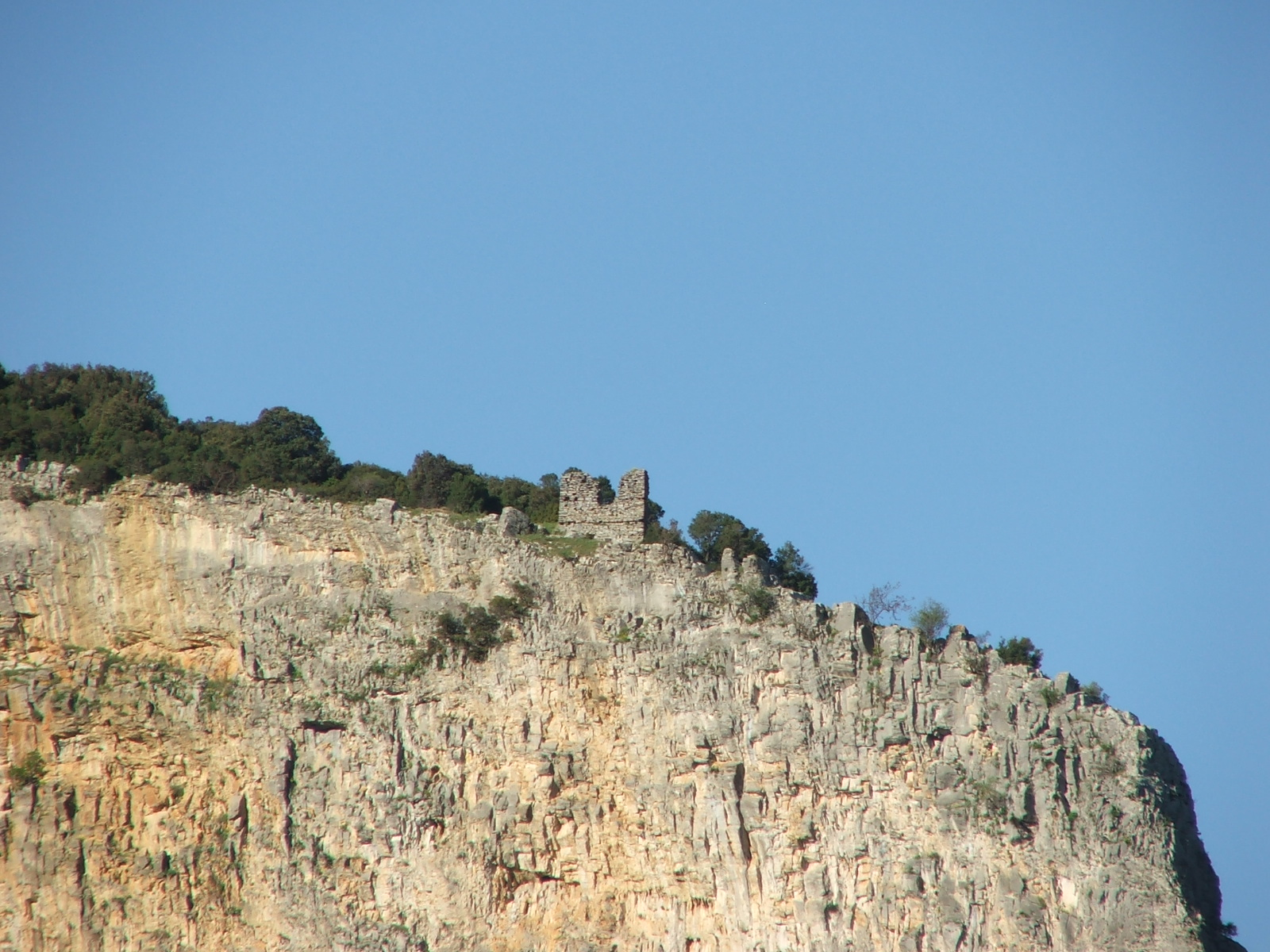
Pozostałości dawnych umocnień na zboczach doliny Tempe
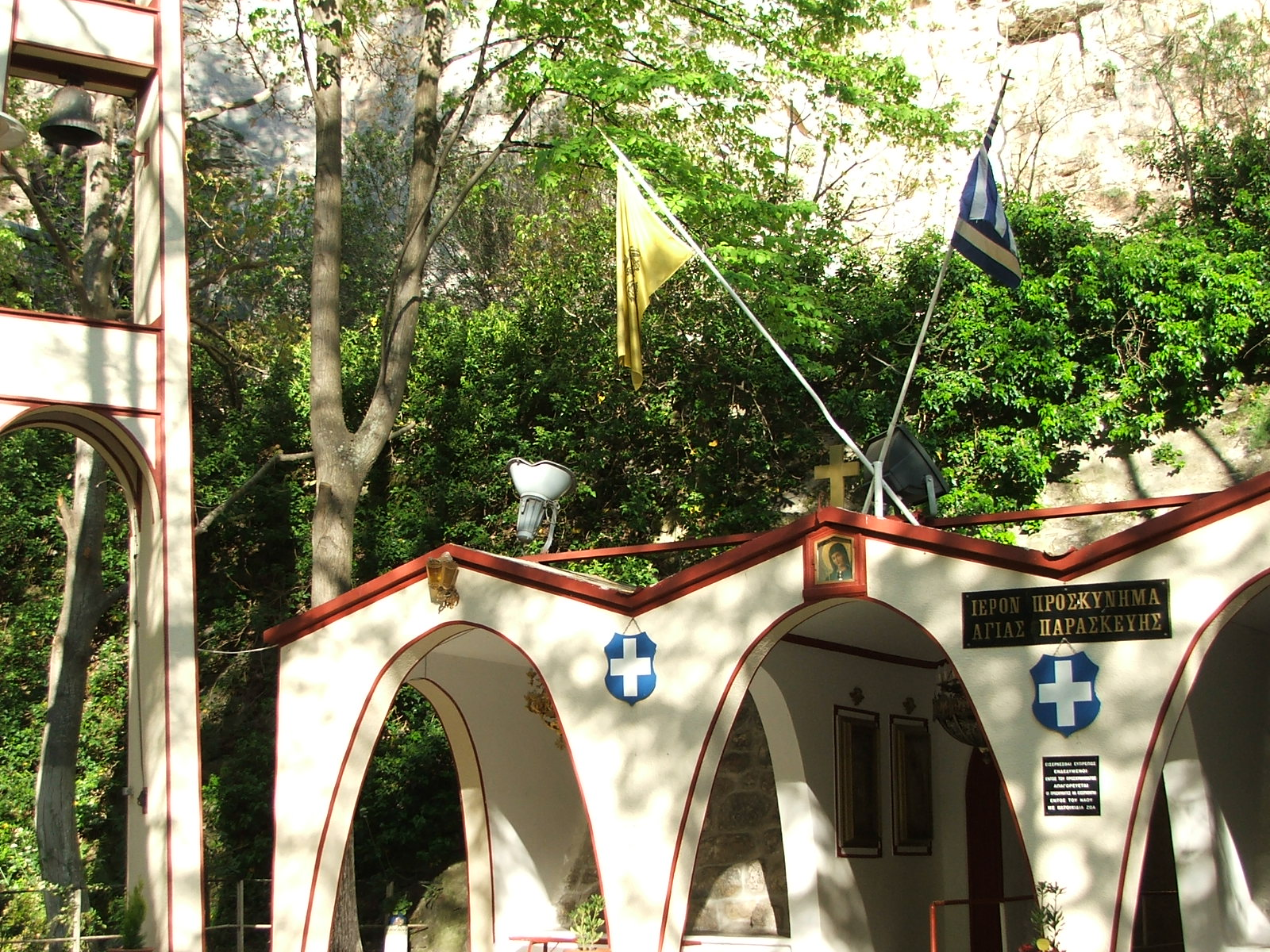
Kościół świętej Pareskiewi
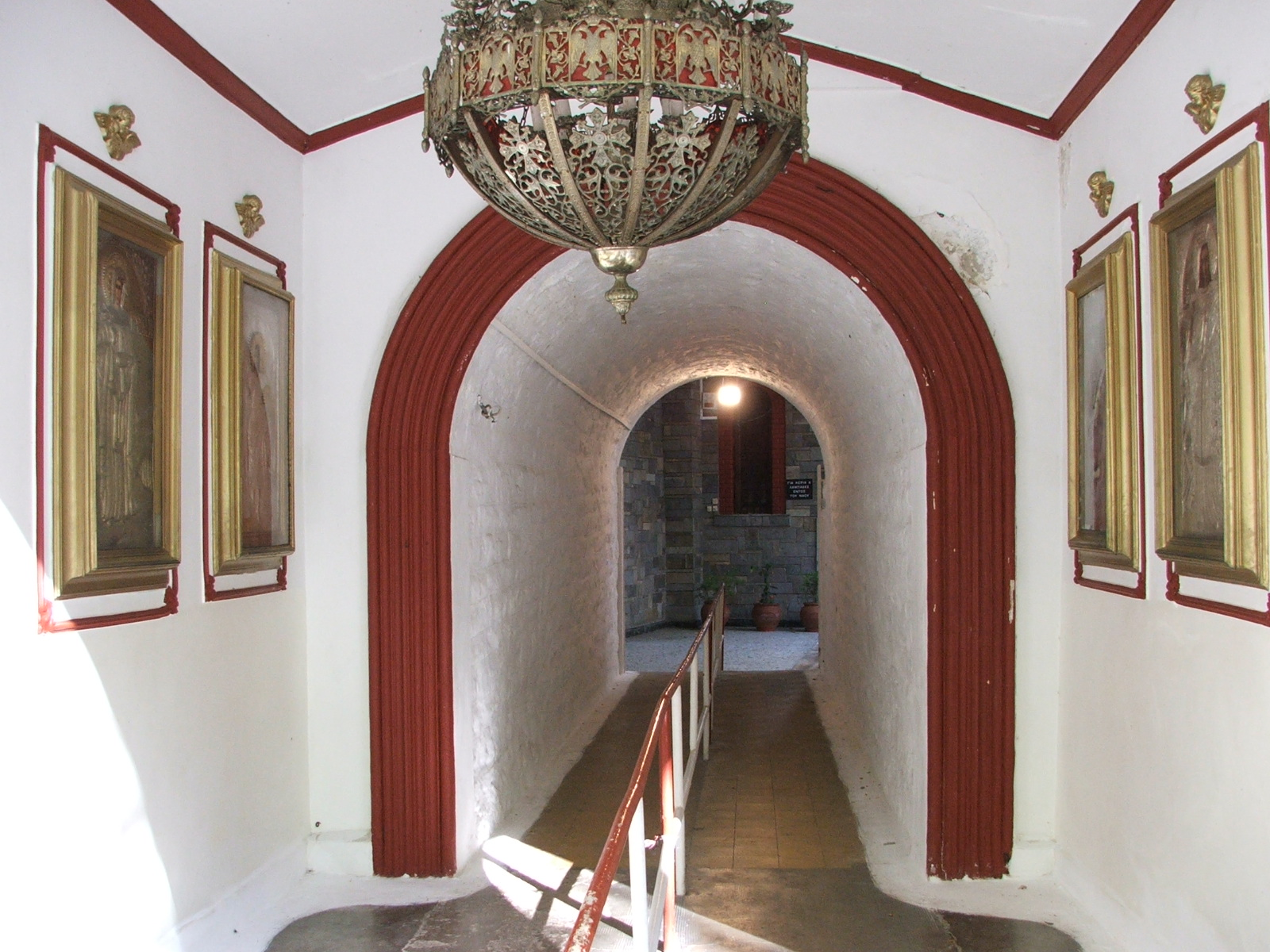
Przedsionek sanktuarium